# Regina Machado
Regina Machado (São Paulo, 5 de novembro de 1964) é uma cantora, compositora, instrumentista e professora brasileira.

## Biografia
Graduada em Música pela Universidade Estadual de Campinas (Unicamp), Regina também é docente na mesma universidade desde 2002 em Canto Popular e Canto na Música Popular Brasileira, disciplina na qual aplica sua metodologia de análise do comportamento vocal. 
Atuando como cantora desde 1982, e em carreira solo desde 1986, apresentou-se em vários teatros da cidade de São Paulo [Teatro Hall, Crowne Plaza, Sesc Consolação, Pompéia, Ipiranga, Vila Mariana, Centro Cultural São Paulo, Teatro Promom, entre outros]. 
Gravou trilhas sonoras, entre elas o tema do filme O Baiano Fantasma, de Denoy de Oliveira, premiado no Festival de Gramado; cantou no Teatro de Arena Eugênio Kusnet em projeto escrito e idealizado por Fauzi Arap. Foi vocalista do cantor e compositor Tom Zé , idealizou e produziu, juntamente com Silvia Ferreira, o projeto “Os Caminhos da Canção Brasileira” apresentado no Teatro Hall e que contou com as participações de José Miguel Wisnik, Mônica Salmaso, Tom Zé e Rita Ribeiro entre outros. Também atuou com Cristovão Bastos, Marco Pereira e Gal Costa.
Inaugurou em 1997 sua escola, Canto do Brasil Atividade e Ensino Musical, em São Paulo, voltada para o ensino do canto popular baseado na sonoridade da voz na canção brasileira.
Lançou em maio de 2000, pela Dabliu Discos, seu primeiro CD solo, Sobre a Paixão, que contou com arranjos e produção de Mario Manga, reunindo um repertório que encontra na canção, popular e erudita, a sonoridade, o lirismo e uma nova estética para a canção romântica. São onze canções, entre composições próprias e de autores consagrados, num trabalho onde a voz é acompanhada por um quarteto de cordas, violão e percussão, criando um ambiente camerístico. Sobre a Paixão foi muitíssimo bem recebido pela crítica em todo o Brasil, sendo também muito elogiado em alguns sites de música no exterior. A convite de Magda Pucci, pesquisadora, compositora e diretora musical do grupo Mawaca, compôs e gravou algumas canções para a trilha sonora do espetáculo Os Lusíadas, dirigido por Hiacov Hillel, e lançado em cd pela MCD/ETHOS. 
Em 2004 abriu, em sociedade com Silvia Ferreira, o selo Canto Discos, por onde lançou, no final do mesmo ano, seu segundo trabalho solo: Pulsar. Também com arranjos de Mario Manga, Pulsar, trazia a cantora acompanhada pelos violões do próprio Manga, Swami Jr e o contrabaixo de Itamar Collaço.
Acompanhada por Manga, Italo Perón e Norberto Vinhas apresentou-se em diversos locais da capital, além de algumas cidades do interior e Rio de Janeiro. Foi uma das vinte e quatro finalistas do VIII Prêmio Visa de Música – Edição Vocal. Participou como convidada especial do cd do violonista Leandro Carvalho com o Britton Quintet de Londres, onde interpretou, entre outras, uma obra inédita de Heitor Villa-Lobos. Em 2005 na cidade de Buenos Aires, apresentou trabalho sobre análise do comportamento vocal na canção popular durante o VI Congresso da IASPM, e em 2006, um outro trabalho sobre o mesmo tema no Sesc Pinheiros em São Paulo durante o III Congresso Internacional da ABET [Associação Brasileira de Etnomusicologia].
Em outubro de 2006 a convite da Universidade Nacional de Cuyo e do Governo da Província de Mendoza [Argentina] apresentou-se no Americanto, evento que reuniu cantores e compositores da América Latina, entre eles Mercedes Sosa, sendo calorosamente recebida por uma platéia de aproximadamente dez mil pessoas. Em 2007 obteve o título de Mestre em Música, pela Universidade Estadual de Campinas, com o trabalho A Voz na Canção Popular Brasileira: um estudo sobre a Vanguarda Paulista. 
Em 2008 apresentou-se com Ítalo Perón no Festival de Inverno de São João Del Rey. Em 2009 participou da banca para admissão de professor de canto na Universidade do Estado da Paraíba e em 2010, da banca para admissão de professor de canto na Universidade Federal da Bahia. Nesse mesmo ano foi aceita no programa de doutorado da pós-graduação em Semiótica e Linguística Geral da Faculdade de Filosofia, Letras e Ciências Humanas da USP sob orientação de Luiz Tatit. Em 2010 lançou o álbum Agora o Céu Vai Ficando Claro com arranjos e direção musical de Italo Perón e Norberto Vinhas, com quem divide integralmente o trabalho. Durante o ano de 2010 apresentaram-se no Sesc Vila Mariana, Teatro da Vila, Casa de Francisca, Photozophia entre outros locais, para lançamento do disco, que também obteve uma excelente resposta da critica especializada. Em 2011 foi lançado pelo Ateliê Editorial, em evento na Livraria da Vila [Vila Madalena – SP] seu primeiro livro A voz na canção popular brasileira – um estudo sobre a Vanguarda Paulista. Também em 2011 participou da Virada Cultural Paulista, levando o show ao Teatro Municipal de São José dos Campos. Nesse mesmo ano participou de vários programas nas Rádios CBN [Sala de Música], Cultura AM, USP FM, All TV etc.
Em 2012 obteve o título de Doutor em Semiótica e Linguística, com o trabalho: “Da intenção ao gesto interpretativo – análise semiótica do canto popular brasileiro”. Em 2013 organizou o I Encontro de Estudos do Canto e da Canção Popular que aconteceu de 11 a 14 de novembro na UNICAMP e contou com as participações de Luiz Tatit, José Miguel Wisnik, Carlos Rennó, Patrícia Palumbo, Monica Thiele, Joana Mariz entre outros. Atualmente é também professora do Programa de Pós-graduação em Música do Instituto de Artes da UNICAMP, sendo orientadora de Mestrado.
Em dezembro de 2015 Regina lançou Multiplicar-se Única - Canções de Tom Zé, com direção musical e produção de Dante Ozzetti, trabalho inteiramente voltado à obra do compositor baiano.
Em março de 2018 foi lançado o clipe de Tô [Tom Zé | Elton Medeiros], canção integrante deste último disco.
Em 2019, Regina Machado rodou o Brasil junto com Badi Assad e Lucina com várias apresentações do show Líricas Modernas, cujo repertório reuniu composições de carreira das três cantoras e musicistas, além de faixas de outras compositoras mulheres como Iara Rennó, Ceumar, Alice Ruiz, Tatiana Cobbett e Maria Beraldo. O tema Líricas Femininas – A Presença da Mulher na Música Brasileira ainda incluiu os circuitos Líricas Negras, Líricas Transcendentes e Líricas Históricas, a fim de aumentar a visibilidade da produção de mulheres na indústria musical.

## Discografia
- (2016)  Multiplicar-se Única – Canções de Tom Zé - Tratore
- (2010) Agora o céu vai ficando claro - Canto Discos
- (2004) Pulsar (Regina Machado) - Canto Discos
- (2000) Sobre a paixão - Dabliú